# トリさん
トリさんは、松本零士作・原作の漫画・アニメに登場する架空の鳥。松本零士の新人時代の下宿生活の最中、近所で飼われ、人語を話す騒がしいオウムと、カラスがモデルになったといわれる。

## 容姿・性質
全身がカラスのように真っ黒で首が非常に細く長い。小さな丸い頭部には白く小さな目とコウノトリのように長いくちばしを持っている。
人語を少しだけなら話すことができ、かなりがらの悪い奇声を発する。狂暴な一面もあるが主人に対しては比較的従順で素直であり、哀しいことがあったりそれを思い出したりする場合には泣き出すなど、涙もろく人情味厚い鳥である。
雑食性でいろいろなものを食べ、その食い意地の汚さや酒癖の悪さゆえにくちばしを布で縛られることもある。

## 登場作品
ガンフロンティア
トリさん初登場の作品。西部に巣くうハゲタカの仲間とされている。
男おいどん
『ガンフロンティア』に先行して連載が開始されていた『男おいどん』では連載の途中から登場し、主人公大山昇太のペットとなり、「アオーッ!!」と大きな声で鳴いたり、昇太の言葉に「な～にか」と返答する。当初は人語を真似するだけであり、大山昇太に対する周囲の陰口をテープレコーダーのように当人に伝えたり、大山昇太の独り言の真似をして当人の本音の代弁をする結果となったりしていたが、徐々に人語の内容を理解しているような描写に変化していく。
最後に大山昇太が去ったあとの四畳半で、残されたトリさんは涙を流す。しかし続編の短編SFでは、その四畳半で大繁殖して大山昇太の子孫を待ち受けていた。
この作品以降、松本作品の多くに出演するようになる。
銀河鉄道999 (アニメ)
第37話　「ミーくんの命の館」
他の動物に紛れて登場。
銀河鉄道999（劇場版）
さよなら銀河鉄道999 アンドロメダ終着駅
銀河鉄道999 ANOTHER STORY アルティメットジャーニー
劇場版1作目にてトチローとヘビーメルダーに墜落したデスシャドウ号に住んでいたが、星野鉄郎と共にトチローの最期を看取り、その後トチローの墓を訪れたハーロックについてアルカディア号に乗り込んでいる。鳴き声も『ハーロック』アニメ版と違い、濁らせたような声となっている。
ワダチ
宇宙海賊キャプテンハーロック
ハーロックの肩に止まり、一緒にアルカディア号に乗り込んでいる。アルカディア号コック長のますさんからはつまみ食いの常習犯として、猫のミーくんと共に追いかけられている。煙草を吸う時はパイプをくわえ、酒もよく飲む。声は大竹宏だったが途中から効果音に変更された。元の主人は大山トチローで、これは『男おいどん』の昇太がトチローの先祖であることからの流れとみられる。普通のステロタイプでは海賊の肩の鳥はオウムだが、トリさんはそういう意味ではかなり異形である。
わが青春のアルカディア
わが青春のアルカディア 無限軌道SSX
SPACE PIRATE CAPTAIN HERLOCK
『わが青春のアルカディア』では、トカーガ星原産の鳥の生き残りとして登場。トカーガの勇士ゾルの愛鳥であり、ゾル亡き後にはハーロックを主人とするようになった。続編の『無限軌道SSX』では比較的多くの人語を話すようになった。これらの作品でも大竹宏が声を担当している。
トラジマのミーめ（OVA）
原作では登場しないが、『クイーン・エメラルダス』OVA第4巻に収録されている短編アニメで登場。声は松本吉朗が担当している。
松本零士999 〜Story of Galaxy Express 999〜
プレイステーション用ゲーム『松本零士999』では、ハーロック、トチローと共に登場。読み込み画面時には、トリさんが飛んでいる光景が見られる。
キャプテンハーロック -SPACE PIRATE CAPTAIN HARLOCK-
2013年公開のCGアニメ映画では、福田彩乃が声を担当。

## 類似種の登場作品
松本作品に本種とよく似た鳥も幾つか登場している。
宇宙戦艦ヤマト
ガミラス帝国の将軍ドメルのペットで、ルビー戦線で捕獲してきたロクロック鳥が登場する。本種に似ているが、やや首が太く根元に赤い模様があり、目は赤く、目つきも鋭い。また、一般の鳥と違い、くちばしが左右に開閉するのが特徴である。
リメイク作品である『宇宙戦艦ヤマト2199』にも登場する。首がさらに太くなり、より鳥らしい外見になっているほか、サイズも一回り大きくなっている。旧作では第19話のワンシーンのみの登場だったが、本作では複数話に渡って登場しており、BD・DVD第5巻のパッケージ絵でもドメルの肩に乗っているなど、ドメルの相棒的な位置づけとなっている。
先述の通り、ドメルにとってはプライベートで行動を共にすることが多い存在であり、ドメルが亡くなった子供の墓参りをする時にも同行している。また、劇中ではドメルの妻エリーサの肩に乗ったり、ゲールの頭の上に勝手に乗ったりする場面もある。
第19話ではドメルが見ていた立体ホログラムに妻や生きていた頃の息子と一緒に写っており、付き合いが長いことを窺わせる。ドメルがガミラス本星に出頭して以降は妻エリーサのところにいたようで、第25話でユリーシャの腕にとまっている。なお、メルダはこの鳥を苦手としているのか、左隣にいるユリーシャの腕に飛んできたときに驚き、その後は顔に汗を浮かべていた。
食用にもなるらしく、第21話においてドメルが飼っているのとは別の個体が、デバルゾ・ボーゼンの食事として丸焼きの状態で登場している。
銀河鉄道999
「アンドロメダ千夜一夜」でロック鳥をモチーフにした怪鳥ロックが登場。本種と同一のデザインだが、より肥満体型で不格好でかつ巨大。獰猛な肉食巨鳥で、人間でも機械化人でも同族でも見境無しに食べてしまう。共食いまでする習性から、メーテルは「近いうちにエサである人間達を食い尽くした後には、自分達も食い合って滅びるでしょう」と述べている。
クイーン・エメラルダス 読切版
『月刊プリンセス』掲載の読切版では、エメラルダスの愛鳥としてハーハーが登場する。　
新竹取物語 1000年女王
東京都練馬区大泉町の地下を中心として広がる大空洞帯「地下大空洞」のジャングル内に生息する鳥は、本種によく似ているがくちばしに歯がある。あまりおいしそうには見えないが、味はよい。ここを拠点に活動している1000年女王こと、雪野弥生をリーダーとするラーメタル人達が非常食用に飼育したものである。